# Autopista 25 de Mayo
La autopista 25 de Mayo es una de las principales arterias viales entre las que forman la red de autopistas urbanas de la Ciudad Autónoma de Buenos Aires, Argentina. Fue inaugurada el 6 de diciembre de 1980 por el intendente de facto Osvaldo Cacciatore.
Está construida en altura y recorre un total de 9,5 kilómetros. Comienza en la intersección de la avenida Teniente General Luis J. Dellepiane con la autopista Perito Moreno y finaliza en la avenida Ingeniero Huergo donde empalma con la autopista Buenos Aires-La Plata y el Paseo del Bajo. 
Cuenta con accesos cercanos a las avenidas Ingeniero Huergo (por Paseo Colón), 9 de Julio, Entre Ríos (por calles Sarandí y Solís), Jujuy (por calles Catamarca y Alberti), Boedo (por calle Colombres), La Plata y José María Moreno (por calle Viel) y Carabobo (por calle Lautaro).

## Historia
En 1976, la Municipalidad de Buenos Aires, a cargo del intendente de facto Osvaldo Cacciatore, diseñó el llamado Plan de autopistas urbanas, que preveía la construcción de ocho autopistas que atravesarían distintos sectores de la Capital Federal.
El 10 de junio de 1977 se realizó una licitación internacional para las empresas interesadas en la construcción inmediata de las dos primeras autopistas: la 25 de Mayo (AU1) y la Perito Moreno (AU6). El 5 de octubre se presentaron al concurso de precalificación once consorcios internacionales; de ellos, seis fueron aceptados.
El 2 de enero de 1978 se adjudicó la obra al consorcio integrado por las empresas españolas Huarte y Cía. S.A. y Viales, Estacionamientos S.A., y las argentinas Empresa Argentina de Cemento Armado S.A. de Construcciones (E.A.C.A.) y Polledo S.A.I.C. y F., esta última reemplazada posteriormente por INDECO S.A. El concesionario adoptó el nombre de Autopistas Urbanas Sociedad Anónima (AUSA), y su objetivo fue construir, mantener y explotar las dos autopistas a través del sistema de peaje. El derecho de explotación se les otorgó por un período de 28 años a partir de la firma de la concesión.
La construcción comenzó el 2 de noviembre de 1978, ocupando alrededor de 2.500 personas. AUSA también tuvo a su cargo la construcción (bajo el viaducto de la Autopista 25 de Mayo) de una sección de 3 km de la línea E de subterráneos que la llevaba a una nueva terminal en la intersección con la avenida Lafuente, donde se erigió la plaza de los Virreyes.
Las autopistas 25 de Mayo y Perito Moreno fueron finalmente inauguradas el 6 de diciembre de 1980, sumando un total de alrededor de 15,5 kilómetros de vías rápidas, y con un peaje cada una. 
Las obras significaron la expropiación de numerosos terrenos a lo largo de los trazados previstos, con la entrega de créditos para viviendas para los propietarios, y la utilización de la fuerza para quienes se resistían a ceder sus viviendas. La elección del método de viaducto adoptada para la mayor parte del recorrido provocó lo que los vecinos y urbanistas reticentes vieran el proyecto como una interrupción del paisaje urbano, segmentando y desvinculando los barrios. También fueron afectados diversos espacios verdes como la plaza Martín Fierro, el parque Chacabuco y el parque Avellaneda.
Los trabajos fueron financiados por créditos solicitados a organismos financieros internacionales, y fueron víctimas de numerosas denuncias de sobreprecios y mal manejo de fondos. Finalmente, solo dos de las ocho autopistas fueron inauguradas con un costo de 730 millones de dólares, el 6 de diciembre de 1980: la 25 de Mayo (AU1) y la Perito Moreno (AU6).
A comienzos de la década de 1990 se inauguró la Autopista 9 de Julio Sur que formaba parte del proyecto original de 1978, con la construcción de un nudo de combinación con la autopista 25 de Mayo. El 1 de julio de 1995 sería inaugurado el enlace con la Autopista Buenos Aires - La Plata, sobre la Avenida Ingeniero Huergo.
En 2002, en la intersección de la autopista con el paseo Colón comenzaron las excavaciones para descubrir los restos del centro clandestino de detención (CCD) Club Atlético, que operaba ilegalmente en los sótanos del Servicio de Aprovisionamiento y Talleres de la División Administrativa de la Policía Federal. En ese sitio se construyó luego un monumento en memoria de los desaparecidos que fueron torturados y asesinados en el Atlético, y se colocaron placas con sus nombres sobre las ruinas.
El 17 de julio de 2006 fue ampliado el nudo de intercambio con la Avenida 9 de Julio, sumando tres nuevos accesos. El 7 de mayo de 2008 un camión que circulaba por uno de los anillos volcó una carga de limones sobre la avenida San Juan. El 12 de mayo otro camión sufrió un accidente similar y tres rollos de chapa de una tonelada de peso cada uno cayeron a la avenida. El 20 de mayo un tercer camión perdió una carga de chapas galvanizadas. El rulo fue clausurado y sometido a diversos estudios estructurales a cargo de la UBA, y luego de barajar una posible demolición para evitar accidentes fue reabierto de manera restringida el 22 de mayo. El 21 de mayo de 2009 una malla metálica fue adosada a los costados del viaducto para prevenir situaciones a futuro.

## Proyectos inconclusos
Más allá del final trunco del Plan de Autopistas Urbanas del brigadier Cacciatore, distintas secciones proyectadas de la autopista 25 de Mayo nunca fueron concluidas.
A lo largo de su recorrido se prepararon estructuras destinadas a potenciales subidas y bajadas que no se construyeron, hacia las calles Maza, Muñiz y Castañón.
En 1995, junto con las obras del enlace con la autopista a La Plata se comenzó la construcción de una conexión con la futura Autopista Ribereña, un proyecto reflotado del plan de 1978 que aún no logró concretarse debido a la dificultad del emplazamiento de una vía rápida por el eje céntrico de la Avenida Moreau de Justo. Diversos trazados y métodos de construcción fueron barajados, pero ninguno satisfizo las exigencias de los distintos intereses económicos presentes en el floreciente barrio de Puerto Madero. A fines de 2007 vecinos frenaron las obras a los accesos en la avenida Curapaligüe, produciendo el abandono del proyecto en mayo de 2008. Finalmente en 2016 se comenzaron las obras del denominado Paseo del Bajo un corredor vial de 7,1 kilómetros que conecta, desde junio de 2019, las autopistas Illia y Buenos Aires-La Plata, siendo de uso exclusivo para tránsito pesado.

## Recorrido
A continuación, un mapa esquemático de las entradas, salidas y puentes importantes de esta autopista.
|  |  | RMCONTg |

|  |  | GRENZE |

|  | RMq | RMIco | RMq |

|  |  | RM |

|  | STR+l | SKRZ-Muq | STR+r |

| TRAIN2 | exSKRZ-G+eBUE | RGuq + RM | STR |

|  | STRl | SKRZ-Muq | STRr |

|  |  | RM |

|  | STRq | SKRZ-Muq | STRq |

|  | exSTRq | RMIo4 + RMIo1 | exSTRq |

|  | STRq | SKRZ-Muq | STRq |

|  | STRq | SKRZ-Muq | STRq |

|  | STRq | SKRZ-Muq | STRq |

|  | lNAT | RM | lNAT |

|  |  | RM |

|  | STRq | SKRZ-Muq | STRq |

|  | exSTRq | RMIo4 + RMIo1 | exSTRq |

|  | STRq | SKRZ-Muq | STRq |

|  |  | RM |

|  | exSTRq | RMIo4 + RMIo1 | exSTRq |

|  | STRq | SKRZ-Muq | STRq |

|  |  | RM |

|  | exSTRq | RMIo4 + RMIo1 | exSTRq |

|  | STRq | SKRZ-Muq | STRq |

|  | exSTRq | RMIo3 + RMIo2 | exSTRq |

|  |  | RM |

|  | exSTRq | RMIo4 + RMIo1 | exSTRq |

|  | STRq | SKRZ-Muq | STRq |

|  | exSTRq | RMIo3 + RMIo2 | exSTRq |

|  |  | RM |

|  | RMq | RMIco | RMq |

|  |  | RM |

|  | exSTRq | RMIo1 | exSTRq |

|  | exSTRq | RMIo4 + RMIo1 | exSTRq |

|  | RMq | ABZqlr | RMq |